# Храм Спиридона Тримифунтского (Самара)
Храм Спиридона Тримифунтского — приходской храм Самарской епархии Русской православной церкви, расположенный в Самаре.

## Проект и строительство храма
В 2007 году, по благословению правящего архиепископа, приход будущего храма был зарегистрирован в качестве юридического лица. Два года спустя, городская администрация выделила под обустройство церкви заброшенное здание грязелечебницы. Прилегающая территория использовалась под свалку мусора. Благодаря помощи «Самарского водоканала», приходу удалось очистить участок в течение года. Работы по строительству храма и рекультивации прилегающей территории велись по мере поступления средств от благотворителей. На участке был расчищен и заполнен рыбой пруд, один из немногих водоёмов в черте  города. Пруд, ставший для горожан излюбленным местом отдыха, создали ещё в XIX веке.
К июню 2010 года, в здании уже были восстановлены коммуникации. С начала года в приходе проводились службы, а на праздник Вознесения Господня освятили закладку алтаря.
Из-за ограниченного бюджета, вместо возведения нового здания, решено было использовать часть прежнего. План реконструкции утвердили в 2011 году. Храм, над проектом которого работало несколько архитектурных бюро, был рассчитан на 150 человек. Высота церкви до креста — 23 метра, высота внутреннего помещения — 15,5 метров. Из-за необычайной высоты здания, потребовалось значительное  усиление фундамента.
Храм однокупольный, четырёхстолпный, прямоугольный в плане.
27 января 2013 года в алтарной части стены будущего храма заложили капсулу. Последняя содержит грамоту, подписанную митрополитом Самарским Сергием и главой города Дмитрием Азаровым.

## Внутреннее и внешнее убранство
Орнамент и цвет полов напоминают оригинал из греческого храма во имя Святителя Спиридона на Корфу.
Проект внутреннего убранства, включающий росписи стен и купола, был подготовлен и осуществлён московской мастерской «Царьград», под руководством Дмитрия Трофимова. Большая часть работ была выполнена в 2018—2019 годах. Храм был расписан с использованием светлых и золотых фонов, что создаёт у посетителей ощущение света и радости. Четыре столпа (колонны внутри здания) украшены образами сорока восьми святых — покровителей прихожан-дарителей. Другие двенадцать образов, выполненные внутри медальонов, размещены на северной и южной стенах храма — также в память о его жертвователях. Росписи представляют собой современную интерпретацию византийского стиля XII—XIII веков.
Мастерская «Царьград» разработала и проект украшения интерьеров гипсовой лепниной, который был реализован уже самарскими мастерами.
На колокольне храма установлены 11 колоколов, крупнейший из которых весит 1150 кг.